# Alexandre Stavisky
Serge Alexandre Stavisky (n. en Ucrania, 20 de noviembre de 1886 - f. 8 de enero de 1934) fue un estafador francés cuyo nombre se hizo famoso al quedar asociado al llamado caso Stavisky.

## Biografía
Nacido en una familia judía, se naturalizó como ciudadano francés en 1910. Seductor y hábil conversador, se convirtió rápidamente en un estafador profesional. Implicado en varios casos de robo, fue condenado a dieciocho meses de cárcel en la prisión de la Santé, en París, en 1926.
A pesar de los apoyos que encontró en algunos medios financieros e incluso políticos, quedó definitivamente comprometido en el caso de los bonos de Bayona, donde consiguió (bajo el nombre de Serge Alexandre) defraudar más de 200 millones de francos en perjuicio del Crédit municipal de Bayona, con la complicidad del alcalde de la ciudad, Dominique-Joseph Garat.
La estafa se descubrió a finales del año 1933. Stavisky pasó a ser buscado por la policía y decidió fugarse. La policía siguió su rastro hasta su chalet, llamado Vieux logis, cercano a la localidad de Chamonix, en el departamento de Alta Saboya. Cuando los policías entraron en la residencia, el 8 de enero de 1934, se oyó un disparo y Stavisky fue hallado muerto, con una bala alojada en su cerebro.
Ese acontecimiento fue extremadamente mediatizado, ya que los medios políticos de derecha lo utilizaron para criticar la gestión del gobierno radical de Camille Chautemps, lo que dio lugar a una crisis política, que es lo que en realidad se conoce como el caso Stavisky.